# Ankokuji Ekei
Ankokuji Ekei (安國寺惠瓊?   1539-1600) fue un daimyō y samurái de la provincia de Aki. Originalmente fue un monje budista; sirvió bajo las órdenes de Toyotomi Hideyoshi, por lo que tomó parte en las invasiones japonesas a Corea (1592-1598). Durante la Batalla de Sekigahara, Ekei apoyó el bando de Ishida Mitsunari, quien se oponía a la figura de Tokugawa Ieyasu. Después de la derrota Ekei intentó escapar pero fue capturado junto con Mitsunari y Konishi Yukinaga. Los tres fueron llevados hasta Kioto donde fueron decapitados.

## Biografía
Aunque es seguro que pertenecía al clan Aki Takeda, existen varias teorías sobre su año de nacimiento y su padre, y se dice que el primero fue en 1537 o 1539. Hay dos teorías sobre el padre: una dice que Takeda Nobushige († 1541) fue su padre, y la otra dice que Takeda Shigekiyo († 1541), el padre de Nobushige, fue su padre. En 1541, cuando los Aki Takeda fueron destruidos por Mori Motonari, fue llevado por fieles vasallos y puesto en un lugar seguro en el templo Ankokuji en la provincia de Aki. Se convirtió en un monje budista Rinzai y diplomático del clan Mōri.
En 1582, durante el asedio de Takamatsu, Mori envió a Ekei a Kuroda Kanbei, ofreciendo negociaciones de paz con Hideyoshi.
En 1585, Toyotomi Hideyoshi lo elogió por su negociación cuando el clan Mori sirvió formalmente a Hideyoshi y se convirtió en un consejero cercano de Hideyoshi. Se le otorgó un feudo de 23.000 koku en la provincia de Iyo como recompensa después de la invasión de Shikoku (1585).
En 1587, después de participar en la Campaña de Kyushu, sus posesiones se ampliaron a 60.000 koku.
En 1590, participó en la Campaña de Odawara en el asedio de Shimoda.
En 1592, participó en la guerra Imjin y perdió la Batalla de Uiryong contra Gwak Jae-u.
En 1600, en la Batalla de Sekigahara, luchó contra Tokugawa Ieyasu. Más tarde fue hecho prisionero y condenado a muerte en Kioto, junto con Ishida Mitsunari y Konishi Yukinaga.

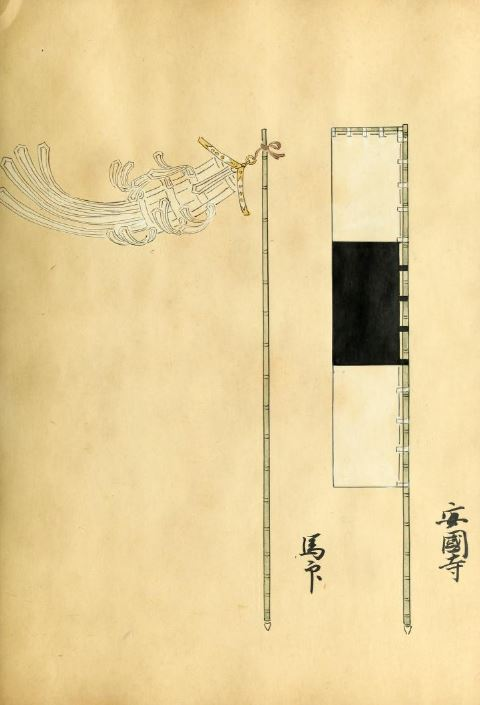
Estandarte de batalla y estandarte de Ankokuji Ekei

Ekei no tuvo descendientes.